# Az év labdarúgója (FWA)
Az év labdarúgója (FWA) (angolul: FWA Footballer of the Year) díjat az Angol Sportújságírók Szövetsége (Football Writers' Association) ítéli minden évben oda az adott Premier League (korábban a Football League First Division) idény általuk vélt legjobbjának. 
A díjat 1948 óta adják át, az első győztes Stanley Matthews volt. Eddig nyolc olyan labdarúgó van, aki több alkalommal is kiérdemelte az elismerést, míg a francia Thierry Henry az egyetlen, akit háromszor is díjaztak.
A győztes kilétét az Angol Sportújságírók Szövetsége szavazással dönti el a tagok voksolása után, ez mintegy 400 szakújságot jelent Angliában. Charles Buchan egykori labdarúgó, későbbi sportújságíró a díj ötletgazdája és alapítója.

## A díjról
A díjat megalapítása óta 2025-ig 78 alkalommal adták át, 68 különböző játékosnak. Mindössze egyszer fordult elő, hogy egyazon évben két játékos is kiérdemelte teljesítményével az elismerést. A táblázatban fel vannak tüntetve más díjak, így a Szurkolók Szövetségének (FSF), Az év fiatal játékosa díj (YPY), a Profi Labdarúgók Szövetsége díja (PPY), és Szurkolók Év Játékosa díj (FPY), abban az esetben ha az adott játékos abban az évben valamilyen más díjat is elnyert.

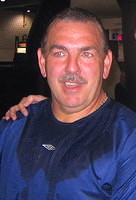
Neville Southall az egyetlen kapus aki elnyerte a díjat

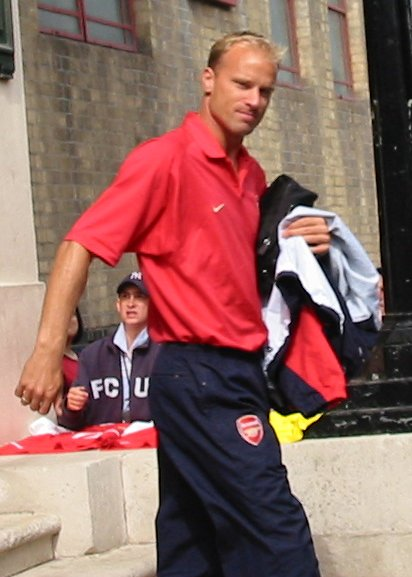
Dennis Bergkamp az 1997-98-as idény legjobbja.

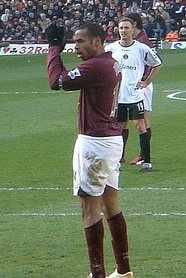
Thierry Henry az első játékos aki egymást követő két szezonban is elnyerte a díjat.

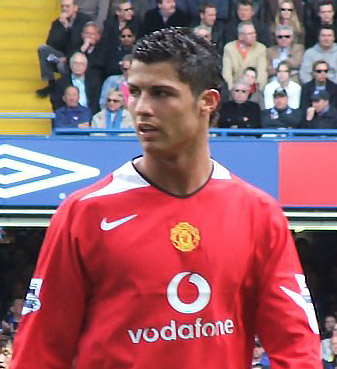
Cristiano Ronaldo Az utolsó játékos aki duplázni tudott (2006-07, 2007-08).

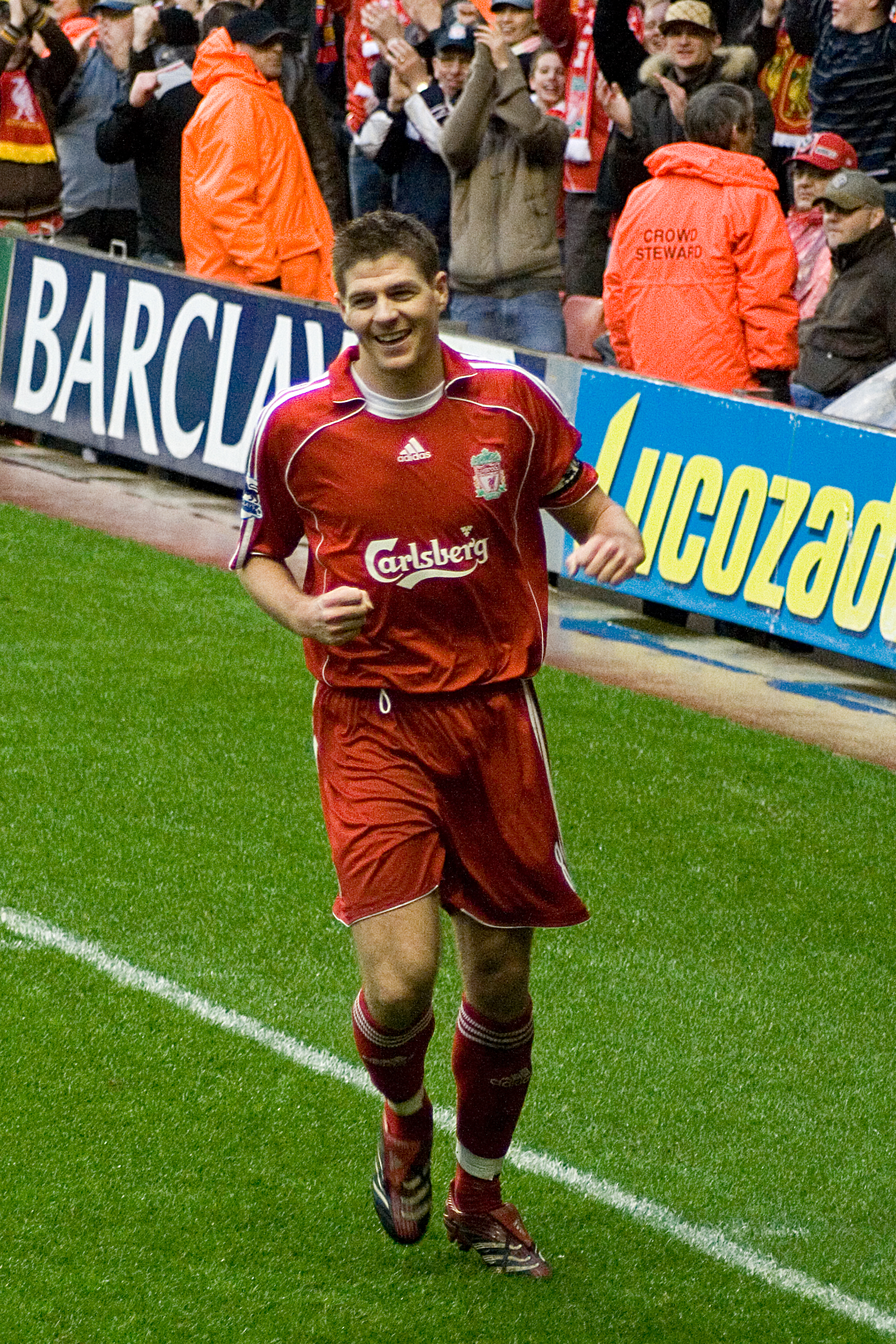
Steven Gerrard 2009-ben tizenkilenc év után az első liverpooli győztes volt.

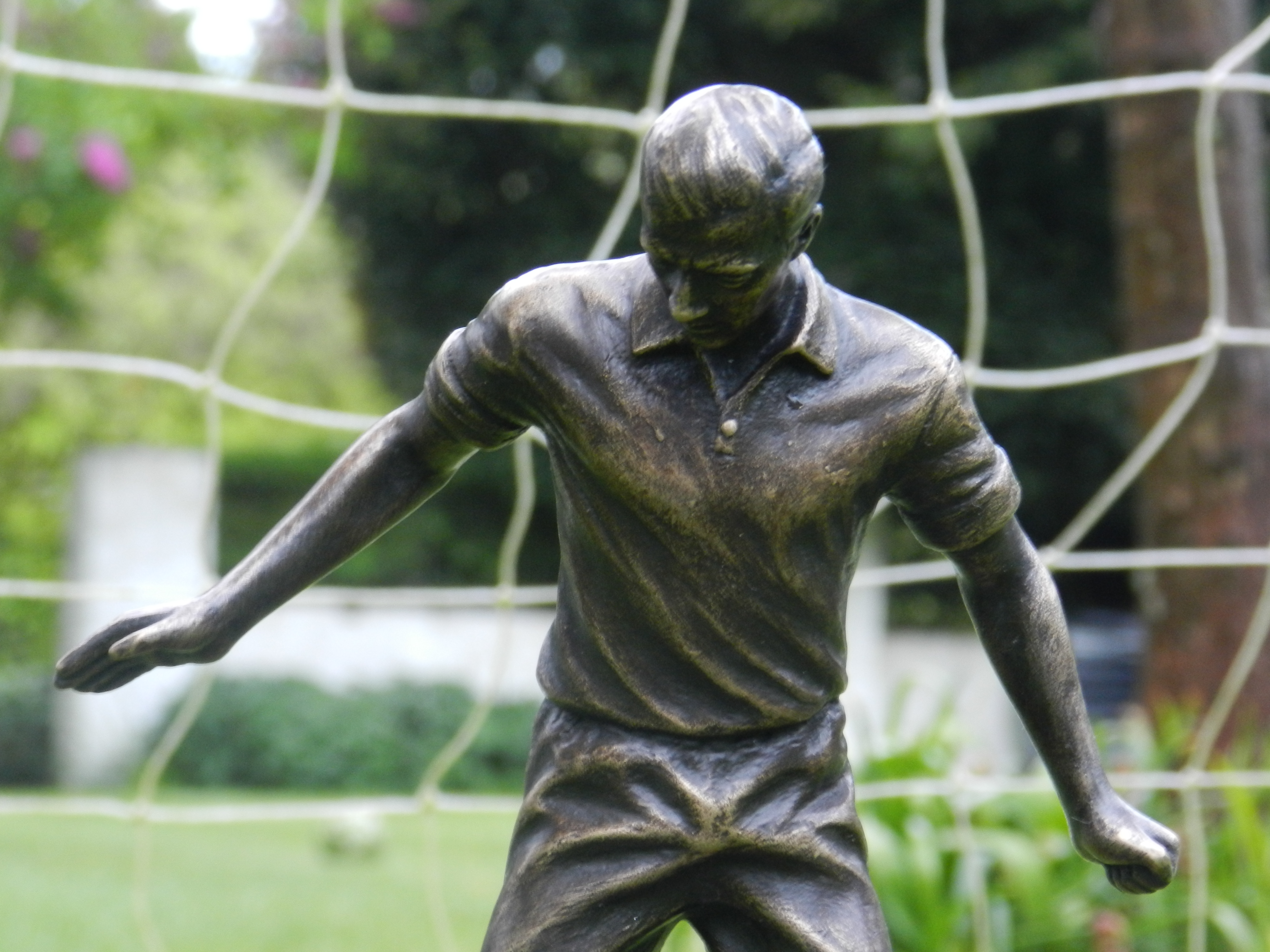
2015 óta ezt a díjat adják át minden évben.

## Díjazottak
| Év        |                | Játékos                | Klub                         | Egyéb díj          | Forr.  |
| --------- | -------------- | ---------------------- | ---------------------------- | ------------------ | ------ |
| 1947–48   | ENG            | Stanley Matthews       | Blackpool                    |                    |        |
| 1948–49   | IRE            | Johnny Carey           | Manchester United            |                    | [ 5 ]  |
| 1949–50   | ENG            | Joe Mercer             | Arsenal                      |                    |        |
| 1950–51   | ENG            | Harry Johnston         | Blackpool                    |                    |        |
| 1951–52   | ENG            | Billy Wright           | Wolverhampton Wanderers      |                    |        |
| 1952–53   | ENG            | Nat Lofthouse          | Bolton Wanderers             |                    |        |
| 1953–54   | ENG            | Tom Finney             | Preston North End            |                    |        |
| 1954–55   | ENG            | Don Revie              | Manchester City              |                    |        |
| 1955–56   | GER            | Bert Trautmann         | Manchester City              |                    |        |
| 1956–57   | ENG            | Tom Finney (2)         | Preston North End            |                    | [ 6 ]  |
| 1957–58   | NIR            | Danny Blanchflower     | Tottenham Hotspur            |                    |        |
| 1958–59   | ENG            | Syd Owen               | Luton Town                   |                    |        |
| 1959–60   | ENG            | Bill Slater            | Wolverhampton Wanderers      |                    |        |
| 1960–61   | NIR            | Danny Blanchflower (2) | Tottenham Hotspur            |                    |        |
| 1961–62   | ENG            | Jimmy Adamson          | Burnley                      |                    |        |
| 1962–63   | ENG            | Stanley Matthews (2)   | Stoke City                   |                    | [ 7 ]  |
| 1963–64   | ENG            | Bobby Moore            | West Ham United              |                    |        |
| 1964–65   | SCO            | Bobby Collins          | Leeds United                 |                    |        |
| 1965–66   | ENG            | Bobby Charlton         | Manchester United            |                    |        |
| 1966–67   | ENG            | Jack Charlton          | Leeds United                 |                    |        |
| 1967–68   | NIR            | George Best            | Manchester United            |                    |        |
| 1968–69   | ENG  SCO       | Tony Book Dave Mackay  | Manchester City Derby County |                    | [ 8 ]  |
| 1969–70   | SCO            | Billy Bremner          | Leeds United                 |                    |        |
| 1970–71   | SCO            | Frank McLintock        | Arsenal                      |                    |        |
| 1971–72   | ENG            | Gordon Banks           | Stoke City                   |                    |        |
| 1972–73   | NIR            | Pat Jennings           | Tottenham Hotspur            |                    |        |
| 1973–74   | ENG            | Ian Callaghan          | Liverpool                    |                    |        |
| 1974–75   | ENG            | Alan Mullery           | Fulham                       |                    |        |
| 1975–76   | ENG            | Kevin Keegan           | Liverpool                    |                    |        |
| 1976–77   | ENG            | Emlyn Hughes           | Liverpool                    |                    |        |
| 1977–78   | SCO            | Kenny Burns            | Nottingham Forest            |                    |        |
| 1978–79   | SCO            | Kenny Dalglish         | Liverpool                    |                    |        |
| 1979–80   | ENG            | Terry McDermott        | Liverpool                    | PPY                | [ 9 ]  |
| 1980–81   | NED            | Frans Thijssen         | Ipswich Town                 |                    |        |
| 1981–82   | ENG            | Steve Perryman         | Tottenham Hotspur            |                    |        |
| 1982–83   | SCO            | Kenny Dalglish (2)     | Liverpool                    | PPY                |        |
| 1983–84   | WAL            | Ian Rush               | Liverpool                    | PPY                |        |
| 1984–85   | WAL            | Neville Southall       | Everton                      |                    |        |
| 1985–86   | ENG            | Gary Lineker           | Everton                      | PPY                |        |
| 1986–87   | ENG            | Clive Allen            | Tottenham Hotspur            | PPY                |        |
| 1987–88   | ENG            | John Barnes            | Liverpool                    | PPY                |        |
| 1988–89   | SCO            | Steve Nicol            | Liverpool                    |                    |        |
| 1989–90   | ENG            | John Barnes (2)        | Liverpool                    |                    |        |
| 1990–91   | SCO            | Gordon Strachan        | Leeds United                 |                    |        |
| 1991–92   | ENG            | Gary Lineker (2)       | Tottenham Hotspur            |                    |        |
| 1992–93   | ENG            | Chris Waddle           | Sheffield Wednesday          |                    |        |
| 1993–94   | ENG            | Alan Shearer           | Blackburn Rovers             |                    |        |
| 1994–95   | GER            | Jürgen Klinsmann       | Tottenham Hotspur            |                    |        |
| 1995–96   | FRA            | Éric Cantona           | Manchester United            |                    |        |
| 1996–97   | ITA            | Gianfranco Zola        | Chelsea                      |                    |        |
| 1997–98   | NED            | Dennis Bergkamp        | Arsenal                      | PPY                |        |
| 1998–99   | FRA            | David Ginola           | Tottenham Hotspur            | PPY                |        |
| 1999–2000 | IRE            | Roy Keane              | Manchester United            | PPY                |        |
| 2000–01   | ENG            | Teddy Sheringham       | Manchester United            | PPY                |        |
| 2001–02   | FRA            | Robert Pirès           | Arsenal                      |                    |        |
| 2002–03   | FRA            | Thierry Henry          | Arsenal                      | PPY, FPY           |        |
| 2003–04   | FRA            | Thierry Henry (2)      | Arsenal                      | PPY, FPY, PPS      |        |
| 2004–05   | ENG            | Frank Lampard          | Chelsea                      | FPY, PPS           | [ 10 ] |
| 2005–06   | FRA            | Thierry Henry (3)      | Arsenal                      | PPS                | [ 11 ] |
| 2006–07   | POR            | Cristiano Ronaldo      | Manchester United            | PPY, FPY, YPY, PPS | [ 12 ] |
| 2007–08   | POR            | Cristiano Ronaldo (2)  | Manchester United            | PPY, FPY, PPS      |        |
| 2008–09   | ENG            | Steven Gerrard         | Liverpool                    | FPY                | [ 13 ] |
| 2009–10   | ENG            | Wayne Rooney           | Manchester United            | PPY, FPY           | [ 14 ] |
| 2010–11   | ENG            | Scott Parker           | West Ham United              |                    | [ 15 ] |
| 2011–12   | NED            | Robin van Persie       | Arsenal                      | PPY, FPY           | [ 16 ] |
| 2012–13   | WAL            | Gareth Bale            | Tottenham Hotspur            | PPY, YPY, PPS      | [ 17 ] |
| 2013–14   | Uruguay        | Luis Suárez            | Liverpool                    | PPY, FPY, PPS, FSF | [ 18 ] |
| 2014–15   | Belgium        | Eden Hazard            | Chelsea                      | PPY, PPS           | [ 19 ] |
| 2015–16   | Anglia         | Jamie Vardy            | Leicester City               | PPS                | [ 20 ] |
| 2016–17   | Franciaország  | N’Golo Kanté           | Chelsea                      | PPY, PPS           | [ 21 ] |
| 2017–18   | EGY            | Mohamed Szaláh         | Liverpool                    | PPY, FPY, PPS, FSF | [ 22 ] |
| 2018–19   | ENG            | Raheem Sterling        | Manchester City              | YPY                | [ 23 ] |
| 2019–20   | ENG            | Jordan Henderson       | Liverpool                    |                    | [ 24 ] |
| 2020–21   | POR            | Rúben Dias             | Manchester City              | PPS                | [ 25 ] |
| 2021–22   | EGY            | Mohamed Szaláh (2)     | Liverpool                    | PPY, FPY           | [ 26 ] |
| 2022–23   | NOR            | Erling Haaland         | Manchester City              | PPY, PPS, PYPS     | [ 27 ] |
| 2023–24   | ENG            | Phil Foden             | Manchester City              | PPY, PPS           | [ 28 ] |
| 2024–25   | EGY            | Mohamed Szaláh (3)     | Liverpool                    | PPS                | [ 29 ] |

## Díjazottak országok szerint
| Ország         | #  | Évek |
| -------------- | -- | --- |
| Anglia         | 39 | 1947–48, 1949–50, 1950–51, 1951–52, 1952–53, 1953–54, 1954–55, 1956–57, 1958–59, 1959–60, 1961–62, 1962–63, 1963–64, 1965–66, 1966–67, 1968–69‡, 1971–72, 1973–74, 1974–75, 1975–76, 1976–77, 1979–80, 1981–82, 1985–86, 1986–87, 1987–88, 1989–90, 1991–92, 1992–93, 1993–94, 2000–01, 2004–05, 2008–09, 2009–10, 2010–11, 2015–16, 2018–19, 2019–20, 2023–24 |
| Skócia         | 9  | 1964–65, 1968–69‡, 1969–70, 1970–71, 1977–78, 1978–79, 1982–83, 1988–89, 1990–91 |
| Franciaország  | 7  | 1995–96, 1998–99, 2001–02, 2002–03, 2003–04, 2005–06, 2016–17 |
| Észak-Írország | 4  | 1957–58, 1960–61, 1967–68, 1972–73 |
| Hollandia      | 3  | 1980–81, 1997–98, 2011–12 |
| Wales          | 3  | 1983–84, 1984–85, 2012–13 |
| Portugália     | 3  | 2006–07, 2007–08, 2020–21 |
| Egyiptom       | 3  | 2017–18, 2021–22, 2024–25 |
| Németország    | 2  | 1955–56, 1994–95 |
| Írország       | 2  | 1948–49, 1999–2000 |
| Belgium        | 1  | 2014–15 |
| Norvégia       | 1  | 2022–23 |
| Olaszország    | 1  | 1996–97 |
| Uruguay        | 1  | 2013–14 |

## Díjazottak klubok szerint
| Ország                  | #  | Évek |
| ----------------------- | -- | --- |
| Liverpool               | 16 | 1973–74, 1975–76, 1976–77, 1978–79, 1979–80, 1982–83, 1983–84, 1987–88, 1988–89, 1989–90, 2008–09, 2013–14, 2017–18, 2019–20, 2021–22, 2024–25 |
| Manchester United       | 9  | 1948–49, 1965–66, 1967–68, 1995–96, 1999–00, 2000–01, 2006–07, 2007–08, 2009–10                                                                |
| Tottenham Hotspur       | 9  | 1957–58, 1960–61, 1972–73, 1981–82, 1986–87, 1991–92, 1994–95, 1998–99, 2012–13                                                                |
| Arsenal                 | 8  | 1949–50, 1970–71, 1997–98, 2001–02, 2002–03, 2003–04, 2005–06, 2011–12                                                                         |
| Manchester City         | 7  | 1954–55, 1955–56, 1968–69‡, 2018–19, 2020–21, 2022–23, 2023–24                                                                                 |
| Leeds United            | 4  | 1964–65, 1966–67, 1969–70, 1990–91 |
| Chelsea                 | 4  | 1996–97, 2004–05, 2014–15, 2016–17 |
| Everton                 | 2  | 1984–85, 1985–86 |
| Stoke City              | 2  | 1962–63, 1971–72 |
| Wolverhampton Wanderers | 2  | 1951–52, 1959–60 |
| Preston North End       | 2  | 1953–54, 1956–57 |
| Blackpool               | 2  | 1947–48, 1950–51 |
| West Ham United         | 2  | 1963–64, 2010–11 |
| Leicester City          | 1  | 2015–16 |
| Blackburn Rovers        | 1  | 1993–94 |
| Sheffield Wednesday     | 1  | 1992–93 |
| Ipswich Town            | 1  | 1980–81 |
| Nottingham Forest       | 1  | 1977–78 |
| Fulham                  | 1  | 1974–75 |
| Derby County            | 1  | 1968–69‡ |
| Burnley                 | 1  | 1961–62 |
| Luton Town              | 1  | 1958–59 |
| Bolton Wanderers        | 1  | 1952–53 |

‡ — Két díjazott

## Fordítás
Ez a szócikk részben vagy egészben  a   FWA Footballer of the Year című angol Wikipédia-szócikk fordításán alapul.  Az eredeti cikk szerkesztőit annak laptörténete sorolja fel. Ez a jelzés csupán a megfogalmazás eredetét és a szerzői jogokat jelzi, nem szolgál a cikkben szereplő információk forrásmegjelöléseként.